# Vescomtat de Zuberoa

Escut de Zuberoa

El vescomtat de Zuberoa o Soule fou una jurisdicció feudal de Gascunya, a França, centrada en Maule-Lextarre. El 1122 el rei Alfons el Bataller d'Aragó va construir el castell de Mauléon, que va esdevenir el centre del vescomtat.
El vescomtat va sorgir per divisió de les terres de Fort I Aner vescomte de Lavedan. Al morir va repartir els seus dominis entre els seus dos fills: Garcia, que fou comte de Lavedan, i Guillem I que es va titular inicialment vescomte de Lavedan i després de Zuberoa o Soule. La successió fou sempre regular de pares a fills menys a la mort del vescomte Suger, el qual només tenia una filla, Navarra, vescomtessa de Lavedan segurament per matrimoni amb el vescomte Ramon (1095-?), però que va morir vers el 1125, i la successió va passar al germà de Suger, Guillem, el 1142. El vescomte Gasió fou el pare d'almenys dos fills i una filla, i el segon fill, Bernat, va rebre la senyoria del castell de Mauléon vers el 1122, iniciant una línia que continua de pare a fill amb Bernat II (1142-1170), Guerau (1170-1209), Bernat III (1209-?) i Guerau (?-1307, va morir el 1308). Guerau va tenir un fill, Azemar, que fou senyor de Lez (mort el 1273).
El 1234 el vescomte Ramon Guillem IV es va reconèixer feudatari de Navarra. El 1257 els reis anglesos van reclamar els seus drets com a ducs d'Aquitània. El castell de Mauléon fou assetjat i conquerit el 1307 després d'una llarga resistència i el vescomte Auger va haver de renunciar als seus drets en favor de la corona anglesa que va instal·lar un castellà capità que va governar la comarca, fins que el 1449 fou conquerida pels Foix, i amb ells va passar a la corona navarresa i a la de França el 1589.

## Llista de vescomtes
- Fort I Aner c. 976-1022
- Guillem I 1022-1040
- Ramon Guillem I 1040-1083
- Guillem Ramon I 1083-1085
- Gasió, dit de Mauléon 1085-1129
- Suger 1129-1142
- Guillem II 1142-?
- Ramon Guillem II ?-1200
- Ramon Guillem III 1200-?
- Ramon Guillem IV ?-1237
- Ramon Guillem V 1237-?
- Auger ?-1307
- Conquerit pels anglesos 1306/1307
- A la corona d'Anglaterra (com a part d'Aquitània) 1307-1449
- a Foix, Navarra i França